# Sudja
Sudja (în rusă Суджа) este un oraș din Rusia, centrul administrativ al raionului Sudjanski din regiunea Kursk. Prin oraș trece calea ferată Belgorod-Lgov.
Ca urmare a ofensivei Ucrainei din regiunea Kursk, din 8 august 2024 cea mai mare parte a orașului se află sub controlul Forțelor Armate Ucrainene.
În 2024, orașul avea o populație de 4941 de persoane.